# Adolf Edel (Verleger)
Adolf Edel (* vor 1899; † 1935) war ein deutscher Zeitungsverleger und Verfasser heimatkundlicher Schriften aus Lambrecht (Pfalz).

## Leben
Der Buchdrucker Adolf Edel zog 1899 aus Saulgau in Oberschwaben nach Lambrecht, wo er den Verlag und die Herausgeberschaft der Tageszeitung Talpost übernahm.
In Lambrecht engagierte Edel sich „[…] in den ersten zweieinhalb Jahrzehnten des 20. Jahrhunderts [als] ein unermütlicher Motivator für Volks- und Brauchtum und ein Förderer der Sommertags- und frühen Geißbockfestspiele“, unter anderem als Vorstand der dortigen Brauchtums-Gesellschaft Frohsinn. Als solcher war er Herausgeber und Redakteur diverser heimatkundlicher Schriften, darunter beispielsweise 1927 ein Rollenheft für das Sommertagfestspiel.
Neben der Tageszeitung Talpost erschienen in seinem zu diesem Zweck als Eisenhammer-Verlag firmierenden Unternehmen mehrere nationalsozialistische Wochenzeitungen, darunter 1927 Der Werktag. Organ aller schaffenden Stände am deutsche Rhein, von 1927 bis 1930 Der Eisenhammer, dessen Schriftleiter Rudolf Röhrig ebenfalls in Lambrecht lebte, und 1929/30 der Mainzer Beobachter.
Nach Edels Tod wurden Verlag und Druckerei von seinen Kindern fortgeführt, unter ihnen der gleichnamige Sohn (1904–1964). Der Verlag und die Druckerei befanden sich noch bis 2003 im Familienbesitz und wurden in diesem Jahr verkauft.

## Publikationen
- Geschichtliches von Lambrecht und Umgebung. Umfassend Lambrecht, das Nonnental, Lindenberg, Neidenfels, Lichtenstein, Frankeneck, Erfenstein, Spangenberg, Breitenstein, Appenthal, Elmstein (um 1900)
- Der Geißbock von Lambrecht. Ein Gedenkblatt der 500maligen Ablieferung des Geißbocks von Lambrecht an Deidesheim (1906)
- Festschrift zum historischen Festzug „Alt-Lambrecht“ (1906)
- Wegbuch durch den Pfälzerwald. Band 1: Das Waldgebiet von Lambertskreuz (1920)
- Ri-Ra-Ro. Historische Festspiele in Lambrecht (Pfalz). Festschrift zum Sommertags-Fest am Sonntag Lätare, 14. März 1926; zugleich Textbuch für das Festspiel (1926)
- Das historische Geißbockfest in St. Lambrecht (1933)